# Ladislaus Bortkiewicz
Ladislaus Josephovich Bortkiewicz (en ruso: Владислав Иосифович Борткевич, en alemán: Ladislaus von Bortkiewicz o Ladislaus von Bortkewitsch) (7 de agosto de 1868 – 15 de julio de 1931) fue un economista y estadístico ruso de ascendencia polaca. Escribió un libro que muestra cómo la distribución de Poisson, una distribución de probabilidad discreta, puede ser útil en la estadística aplicada e hizo contribuciones a la economía matemática. En economía política, Bortkiewicz identificó un problema de transformación en la obra de Karl Marx. Vivió la mayor parte de su vida profesional en Alemania, donde enseñó en la Universidad de Estrasburgo (1895-1897) y en la Universidad de Berlín (1901-1931).

## Vida y obra
Ladislaus Bortkiewicz nació en San Petersburgo, Rusia Imperial, de padres de etnia polaca: Józef Bortkiewicz y Helena Bortkiewicz (de soltera Rokicka). Su padre era un noble polaco que sirvió en el ejército imperial ruso.
Bortkiewicz se graduó en la Facultad de Derecho en 1890. En 1898 publicó un libro sobre la distribución de Poisson, titulado La ley de los números pequeños. En este libro notó por primera vez que los eventos con baja frecuencia en una población grande siguen una distribución de Poisson incluso cuando las probabilidades de los eventos variaban. Fue ese libro el que hizo famosos los datos sobre las patadas de los caballos prusianos. Los datos dieron el número de soldados muertos por patadas de un caballo cada año en cada uno de los 14 cuerpos de caballería durante un período de 20 años. Bortkiewicz demostró que esos números seguían una distribución de Poisson. El libro también examinó datos sobre suicidios infantiles. Algunos han sugerido que la distribución de Poisson debería haberse denominado "distribución de Bortkiewicz".

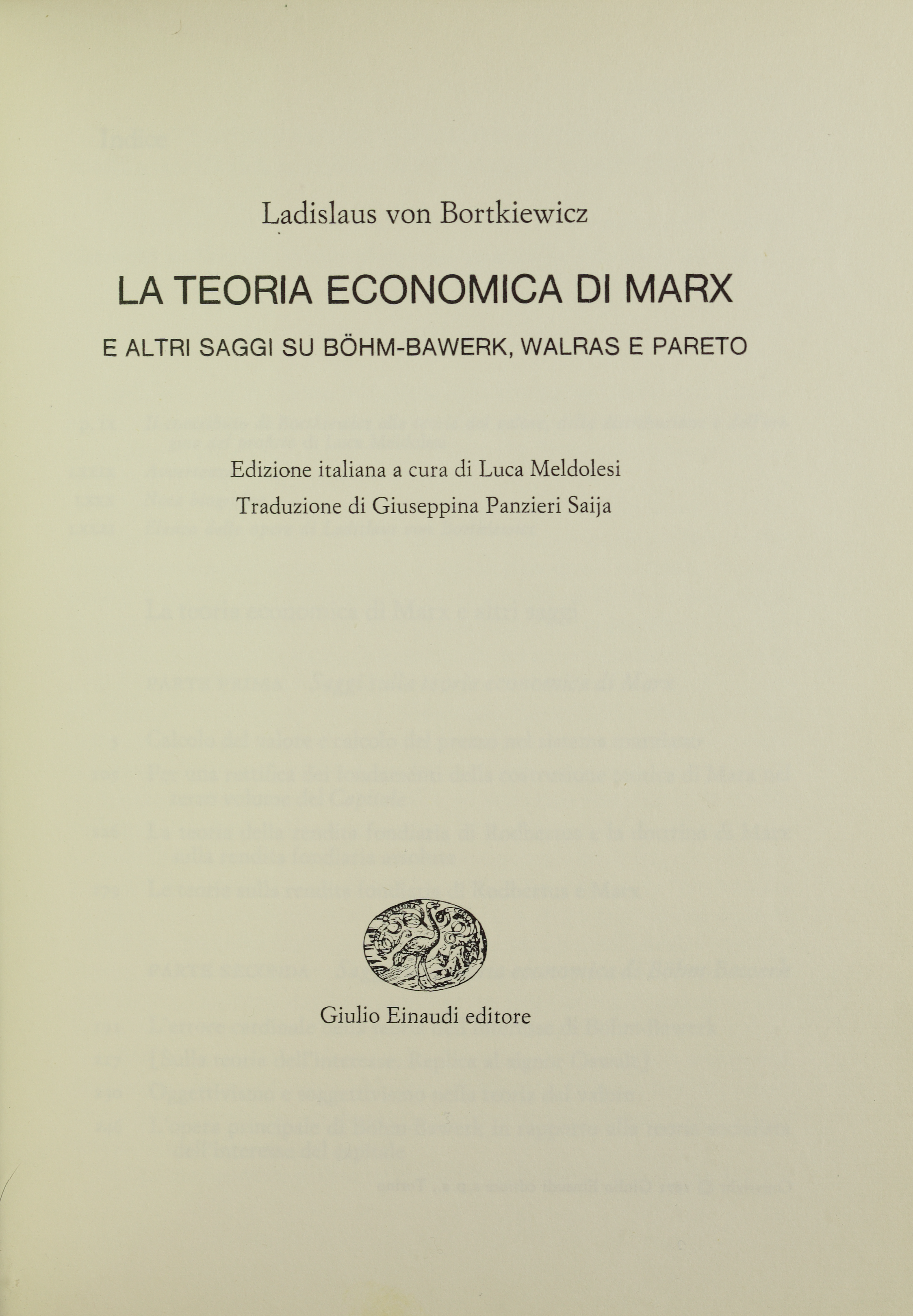
La teoría económica de Marx, libro de Bortkiewicz de 1971.

En economía política, Bortkiewicz es importante por su análisis del esquema de reproducción del capital de Karl Marx en los dos últimos tomos de El capital. Bortkiewicz identificó en su trabajo Sobre la transformación de los valores en precios de producción en el tercer libro de El capital de Marx (1907) un problema de transformación de los valores económicos de las mercancías (medidos en tiempo de trabajo socialmente necesario) en precios de producción en la obra de Marx. Haciendo uso del análisis de Dmitriev sobre Ricardo, Bortkiewicz mostró que los datos utilizados por Marx eran suficientes para calcular la tasa de ganancia general y los precios relativos. Aunque el procedimiento de transformación de Marx no fue correcto (porque no calculó los precios y la tasa de ganancia simultáneamente, sino secuencialmente), Bortkiewicz ha demostrado que es posible obtener los resultados correctos utilizando el marco marxiano, es decir, utilizando las variables marxianas capital constante y capital variable. Es posible obtener la tasa de ganancia y los precios relativos en un modelo de tres sectores. Esta "corrección del sistema marxista" ha sido la gran contribución de Bortkiewicz a la economía clásica y marxista, pero pasó completamente desapercibida hasta el libro de Paul Sweezy de 1942 "Teoría del desarrollo capitalista". "Sus propuestas fueron ampliamente estudiadas por Schumpeter y Sweezy". Piero Sraffa (1960) ha proporcionado la generalización completa del método simultáneo para el análisis clásico y marxista.
Bortkiewicz murió en Berlín, Alemania. Sus documentos, incluido un voluminoso archivo de correspondencia (unas 1.000 cartas entre 1876 y 1931), fueron depositados en la Universidad de Uppsala en Suecia, excepto su correspondencia con Léon Walras que pasó a la colección del estudioso de Walras William Jaffé en Estados Unidos.

## Publicaciones principales
- Die mittlere Lebensdauer. Die Methoden ihrer Bestimmung und ihr Verhältnis zur Sterblichkeitsmessung. Gustav Fischer, Jena 1893 (Göttinger Digitalisierungszentrum)
- "Review of Léon Walras, Éléments d'économie politique pure, 2e édit.", 1890, Revue d'économie politique
- Ladislaus Bortkiewicz (1898). Das Gesetz der kleinen Zahlen. Leipzig: B.G. Teubner.
- Ladislaus von Bortkiewicz (1906). «Wertrechnung und Preisrechnung im Marxschen System (1)». Archiv für Sozialwissenschaft und Sozialpolitik 23: 1-50.
- Ladislaus von Bortkiewicz (1907). «Wertrechnung und Preisrechnung im Marxschen System (2)». Archiv für Sozialwissenschaft und Sozialpolitik 25: 10-51. — artículo inglés (Value and Price in the Marxian System), 1952, International Economic Papers, No.2
- Ladislaus von Bortkiewicz (1907). «Wertrechnung und Preisrechnung im Marxschen System (3)». Archiv für Sozialwissenschaft und Sozialpolitik 25: 455-488.
- Ladislaus von Bortkiewicz (1949). «On the Correction of Marx's Fundamental Theoretical Construction in the Third Volume of Capital».  En Paul M. Sweezy, ed. Karl Marx and the Close of his System. New York: Augustus M. Kelley. pp. 197-221. — Spanish version 1917 * Original German version
- Ladislaus Bortkiewicz (1917). Die Iterationen — Ein Beitrag zur Wahrscheinlichkeitstheorie. Berlin: Springer.
- "Die Rodbertus'sche Grundrententheorie und die Marx'sche Lehre von der absoluten Grundrente", de: "Archiv für die Geschichte des Sozialismus und der Arbeiterbewegung", 1910–11